# Polietilè de baixa densitat

LDPE té codi ID 4 de resina SPI

El polietilè de baixa densitat (LDPE) és un termoplàstic fet a partir d'un monòmer d'etilè. Va ser el primer grau de polietilè; produït el 1933 per l'empresa Imperial Chemical Industries (ICI) emprant un procés d'alta pressió mitjançant la polimerització de radicals lliures. Avui dia, encara s'utilitza el mateix mètode en la seva fabricació. L'EPA estima que el 5,7% del LDPE (reciclatge, Nº 4) és reciclat. Malgrat la competència de polímers més moderns, el LDPE continua sent un plàstic amb un grau d'ús important. El 2013, el mercat mundial dels LDPE va assolir un volum d'uns 33 milions de dòlars americans.

## Propietats

Estructura de ramificació del LDPE

LDPE es defineix per un interval de densitat de 0,917-0,930 g/cm³. No és reactiu a temperatura ambient, excepte per agents oxidants forts, i alguns dissolvents provoquen inflor. Pot suportar temperatures de 80 °C contínuament i 90 °C durant un temps curt. Fet amb variacions translúcides o opaques, és bastant flexible i resistent.
El LDPE té més branques (prop del 2% dels àtoms de carboni) que el HDPE, de manera que les seves forces intermoleculars (atracció instantània dels dipols induïts) són més febles, la seva resistència a la tracció és menor i la seva resistència més elevada. A més, com que les seves molècules estan menys empacades i menys cristal·lines a causa de les branques laterals, la seva densitat és menor.
Quan s'exposa a la radiació solar ambiental, el plàstic produeix dos gasos d'efecte hivernacle, el metà i l'etilè. A causa de les seves propietats de baixa densitat (ramificació), es descompon amb més facilitat en el temps, donant lloc a superfícies més elevades. La producció d'aquests gasos traça a partir de LDPE verge augmenta amb superfície / temps, amb taxes al final d'una incubació de 212 dies de 5,8 nmol g-1 d-1 de metà, 14,5 nmol g-1 d-1 d'etilè, 3,9 nmol g-1 d-1 d'etan i 9,7 nmol g-1 d-1 de propilè. Quan s'incuben a l'aire, el LDPE emet gasos a velocitats ~ 2 vegades i ~ 76 vegades superiors en comparació amb l'aigua del metà i de l'etilè, respectivament.

### Resistència química
- Excel·lent resistència (sense atac/sense reacció química) als àcids diluïts i concentrats, alcohols, bases i èsters
- Bona resistència (menor atac/reactivitat química molt baixa) als aldehids, cetones i olis vegetals
- Resistència limitada (atac moderada/reacció química significativa, adequada per a ús a curt termini només) als hidrocarburs alifàtics i aromàtics, olis minerals, i agents oxidants
- Mala resistència i no es recomana per al seu ús amb hidrocarburs halogenats.[6]

## Aplicacions

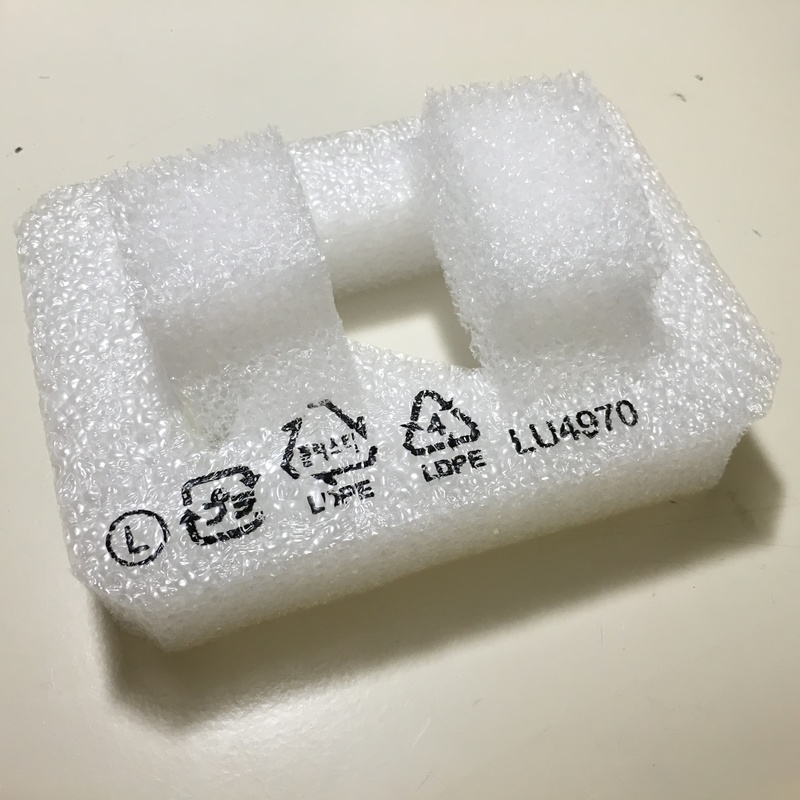
Una peça d'escuma d'embalatge feta d'escuma de LDPE (foam)

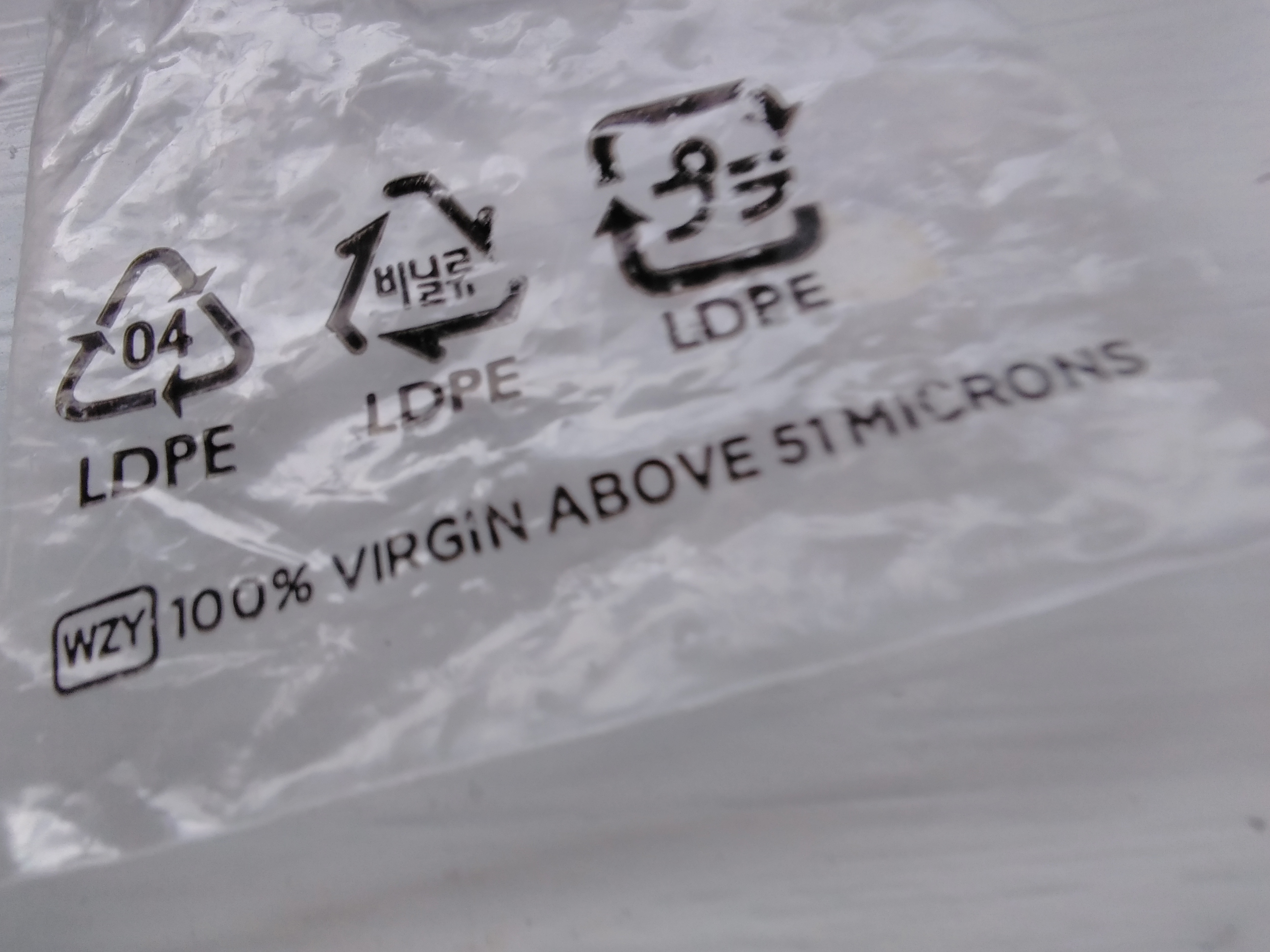
Una bossa Ziploc feta de LDPE

LDPE s'utilitza àmpliament per fabricar diversos envasos, dispensar ampolles, rentar ampolles, tubs, peces de plàstic per a components d'ordinador i diversos equips de laboratori modelats. El seu ús més habitual és en bosses de plàstic. Altres productes elaborats a partir seu són:
- Embalatge per a maquinari d'ordinador, com ara unitats de disc dur, targetes de pantalla i unitats de disc òptic
- Base suport per posar sota dels parquets encadellats
- Safates i contenidors d'ús general
- Superfícies de treball resistents a la corrosió
- Peces que necessiten ser soldables i mecanitzables
- Parts que requereixen flexibilitat, per a les quals serveix molt bé
- Parts molt toves i flexibles, com ara tapes encaixables
- Packs de sis unitats per als súpermercats
- Els cartrons de sucs i llet estan fets d'envasos líquids, un laminat de cartró i LDPE (com a capa interior i exterior impermeable), i sovint amb una capa de paper d'alumini (convertint-se així en envasos asèptics).[7][8]
- Equipament de jardí
- Embalatges de plàstic genèrics
- Sacs i bosses de plàstic
- Pel·lícula per a hivernacles i altres usos agrícoles
- Joguines
- Objectes de camping, com gots, plats, coberts,...

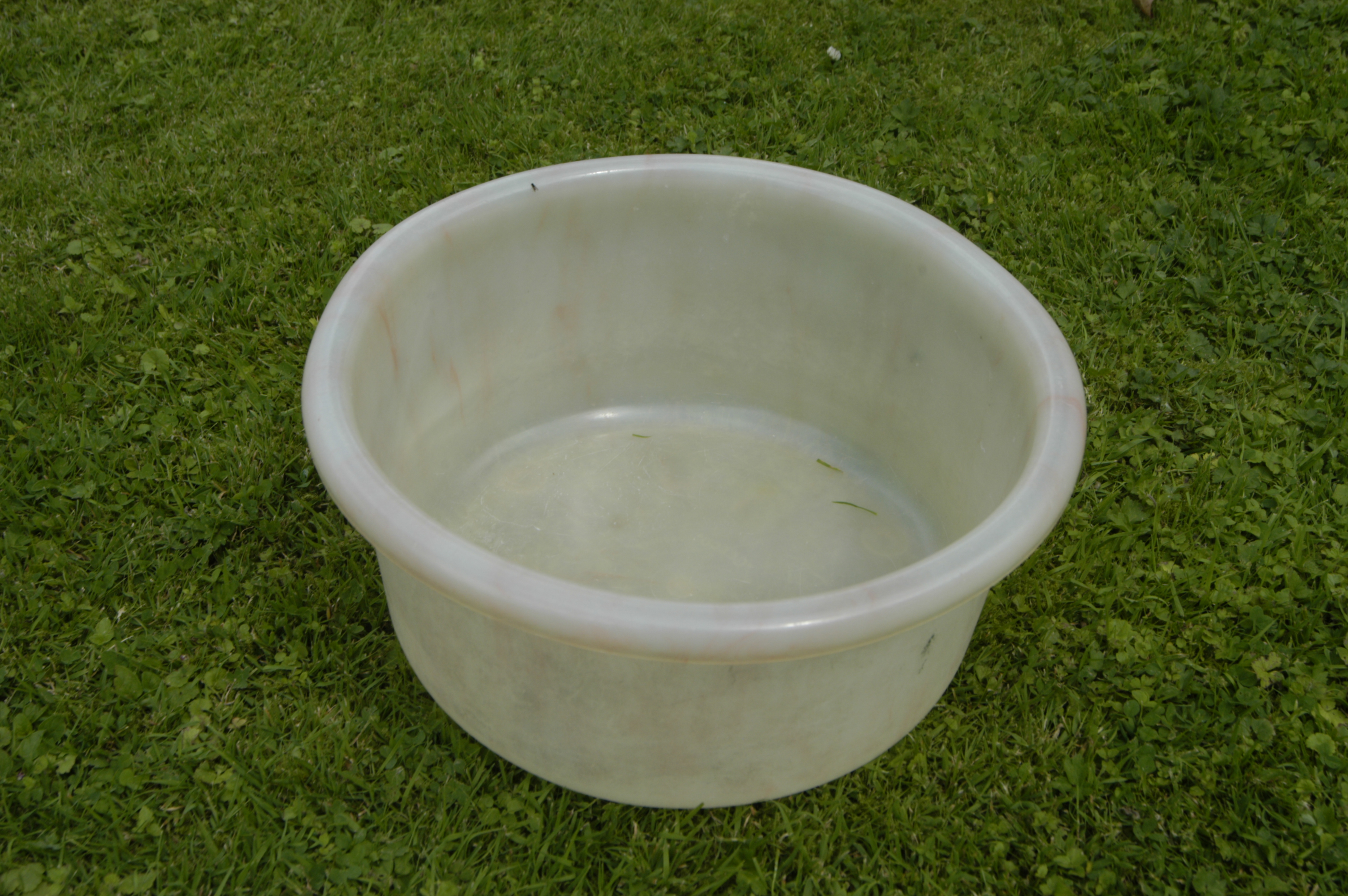
Un bol GEECO, de c.1950, encara en ús el 2014.

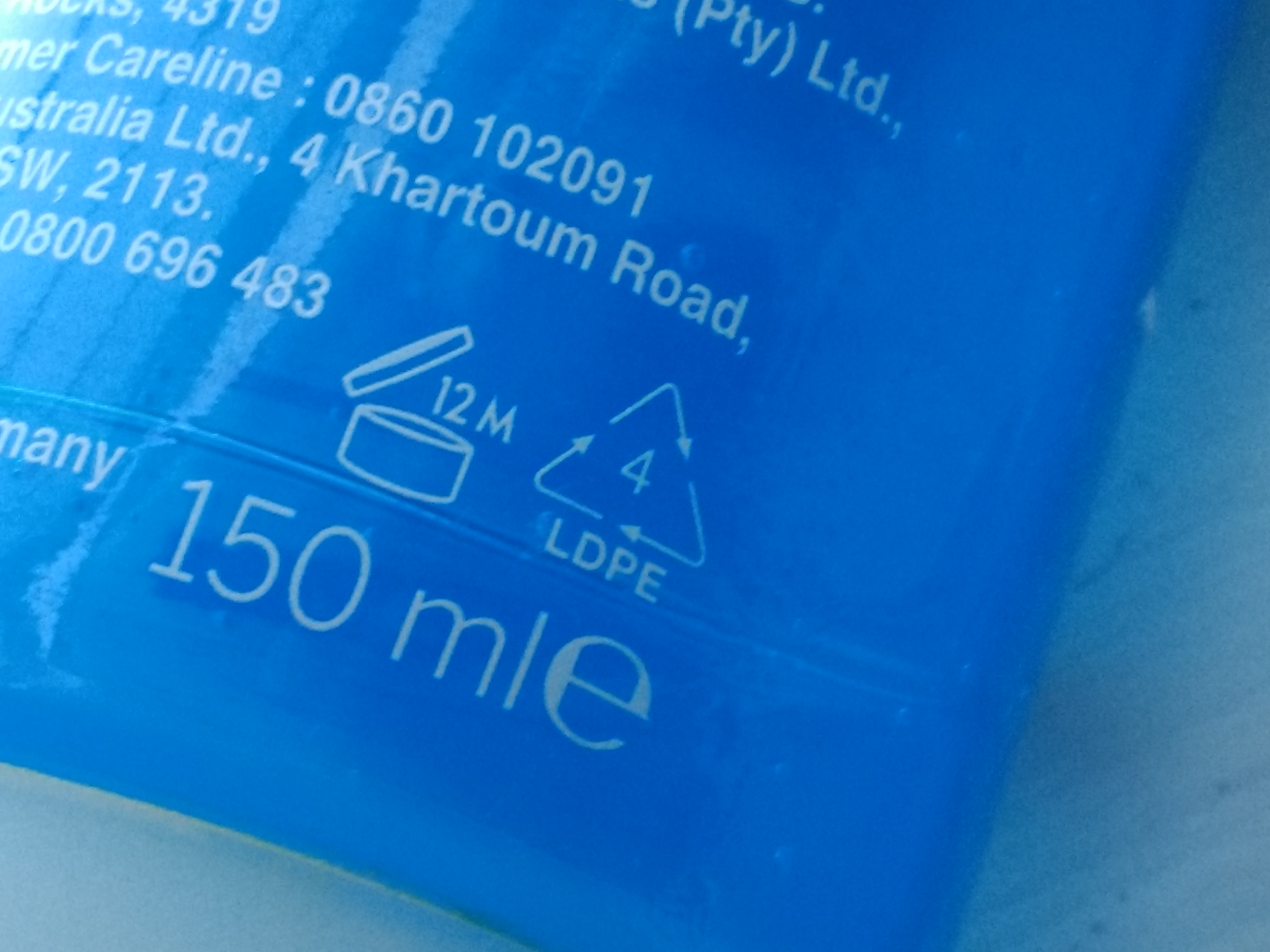
Flascó de gel de rentat facial de LDPE

- Ampolles
- Base per a bolquers
- Tubs i canonades